# Двойная специальная теория относительности
Двойная специальная теория относительности (дСТО) — модифицированная специальная теория относительности, в которую добавлены понятия планковской энергии и планковской длины.

## Постулаты дСТО
Двойная специальная теория относительности постулирует, что
- верен принцип относительности: все инерциальные системы отсчёта эквивалентны;
- существуют две величины, не зависящие от наблюдателя:
  - скорость света {\displaystyle c};
  - некая величина {\displaystyle \lambda }, имеющая смысл планковской длины, причём при {\displaystyle \lambda \to 0} дСТО переходит в СТО.

## История
Первая попытка введения длины, не зависящей от наблюдателя, принадлежит Павлопуло (1967), оценившим её где-то в 10−15 метров.
Д. Амелино-Камелия в контексте квантовой гравитации предложил то, что легло в основу дСТО: инвариантность длины Планка
{\displaystyle \ell _{P}={\sqrt {\frac {\hbar G}{c^{3}}}}} ≈ 1,616199(97)⋅10−35 м,
где:
- ħ — постоянная Дирака (h/2π);
- G — гравитационная постоянная;
- c — скорость света в вакууме.

В 2001 году предложенная идея была переформулирована в терминах независимой от наблюдателя планковской длины. Было также показано, что существует три модификации специальной теории относительности, которые позволяют достичь инвариантности энергии Планка либо в качестве максимальной энергии, либо в качестве максимального импульса, либо и того, и другого сразу. дСТО, возможно, связана с теорией петлевой квантовой гравитации в пространствах с сигнатурой {\displaystyle (2;1)}, либо в {\displaystyle (3;1)}.

## Проблемы теории
дСТО имеет нерешённые несоответствия в формулировках.
В частности, сложно восстановить стандартное поведение макроскопических тел («проблема футбольного мяча»). Также дСТО сформулирована в импульсном пространстве. Формулировки в координатном пространстве пока не существует.
Существуют другие модели, в которых (в отличие от дСТО) нарушается принцип относительности и лоренц-инвариантность из-за введения привилегированных систем отсчёта. Как примеры можно упомянуть эффективную теорию поля и расширенную теорию стандартной модели
На сегодняшний день не наблюдается противоречий в предсказаниях с СТО (см. поиск нарушений в модели Лоренца). Изначально предполагалось, что СТО и дСТО будут давать различные прогнозы в области высоких энергий, в частности, в оценке энергии предела Грайзена — Зацепина — Кузьмина, однако этого не происходит.

## Внешние источники
- дСТО на arXiv.org